# Jonas Pinheiro
Jonas Pinheiro da Silva ComMM (Santo Antônio de Leverger, 23 de março de 1941 — Cuiabá, 19 de fevereiro de 2008) foi um médico veterinário e político brasileiro filiado ao Democratas (DEM). Foi senador pelo Mato Grosso durante dois mandatos, além de deputado federal pelo mesmo estado por três mandatos.
Filho de Leôncio Pinheiro da Silva e Escolástica Pinheiro da Silva era o segundo de 9 filhos. Foi criado entre pequenos agricultores e pescadores e durante toda a sua vida pública lutou para melhorar a qualidade de vida do homem do campo e evitar o êxodo rural. Falava sempre da simplicidade da vida e em seus discursos gostava de deixar claro que "O povo é simples e quer coisas simples".
Formado em medicina veterinária pela Universidade Federal de Mato Grosso (UFMT), foi eleito deputado federal pelo estado de Mato Grosso em 1982. Ausentou-se da votação da emenda Dante de Oliveira em 1984 que propunha eleições diretas para Presidência da República, faltaram vinte e dois votos para a emenda ser aprovada. Foi reeleito em 1986 e 1990. Em 1994, elegeu-se para o Senado também pelo estado do Mato Grosso, ocupando as 50.ª e 51.ª legislaturas.
Em 2002, Jonas Pinheiro foi admitido à Ordem do Mérito Militar no grau de Comendador especial pelo presidente Fernando Henrique Cardoso.
O senador participou da comissão da CPI que investigava o escândalo dos sanguessugas e teve o seu nome envolvido, junto com o de sua mulher, Celcita Pinheiro (PFL), deputada federal pelo Mato Grosso. Apesar das denúncias, o partido não o afastou do cargo.
O senador morreu em decorrência da falência múltipla dos órgãos, no Hospital Amecor, em Cuiabá (MT). Foi velado em sua cidade natal, Santo Antônio de Leverger, localizada no mesmo estado. O senador estava internado há mais de uma semana no hospital devido a uma parada cardiorrespiratória por arritmia cardíaca.
Jonas Pinheiro deixou a mulher, ex-deputada federal Celcita Pinheiro, dois filhos e três netos.